# Лидерс-Веймарн, Фёдор Александрович
Граф Фёдор Александрович Лидерс-Веймарн (12 [24] декабря 1859, Одесса — 7 ноября 1927, Вена) — русский военный деятель, генерал от артиллерии.

## Биография
Родился в Одессе 12 (24) декабря 1859 года в православной семье полковника Александра Александровича Веймарна (17.04.1827—25.01.1888) и графини Надежды Александровны Лидерс (6.02.1838—1.01.1895). В 1863 году получил имя и титул графа Лидерса. Брат действительного статского советника графа А. А. Лидерс-Веймарна.
В службу вступил 31 августа 1877. Окончил Михайловское артиллерийское училище, выпущен подпоручиком 8 августа 1880. Служил в гвардейской конно-артиллерийской бригаде. Прапорщик гвардии (6.08.1881). Подпоручик (30.08.1884). Поручик (24.03.1885).
Адъютант гвардейской конно-артиллерийской бригады (13.09.1885—26.03.1889). Штабс-капитан (30.08.1891), капитан (2.04.1895). 
Командир 1-й Его Величества батареи гвардейской конно-артиллерийской бригады (27.11.1895—30.12.1897). Полковник (24.03.1896). 
Штаб-офицер для особых поручений сверх штата при военном министре (30.12.1897—17.04.1905). Генерал-майор (17.04.1905). 
Состоял в распоряжении военного министра (17.04.1905—11.12.1908). 
Генерал для особых поручений V класса при военном министре (11.12.1908—11.11.1909). 
Генерал для поручений при военном министре (11.11.1909—7.09.1917), управлял Особой канцелярией для приема и разбора прошений при военном министре. Генерал-лейтенант (10.04.1911). 
Числился по гвардейской конной артиллерии; 7 сентября 1917 года был уволен от службы с производством в генералы от артиллерии.
Владел имением Марковцы в Подольской губернии.
Умер 7 ноября 1927 года в Вене.

## Награды
- Орден Святого Станислава 3-й ст. (1885)
- Орден Святой Анны 3-й ст. (1889)
- Орден Святого Станислава 2-й ст. (30.08.1892)
- Орден Святой Анны 2-й ст. (14.05.1896)
- Орден Святого Владимира 4-й ст. (1.01.1901)
- Орден Святого Владимира 3-й ст. (1908)
- Орден Святого Станислава 1-й ст. (1910)
- Орден Святой Анны 1-й ст. (1913)
- Орден Святого Владимира 2-й ст. (1915)

Иностранные:
- Бухарский орден Золотой Звезды 2-й ст. (13.05.1902)
- Итальянский командорский крест ордена Святых Маврикия и Лазаря (14.04.1903)

## Семья
Женился 3 февраля 1895 года на Марии Александровне Лерхе, разведённой жене поручика, урождённой Дмитриевой. Их сын Борис (19.07.1901—?)